# Базалдела (Порденоне)
Базалдела је насеље у Италији у округу Порденоне, региону Фурланија-Јулијска крајина.
Према процени из 2011. у насељу је живело 249 становника. Насеље се налази на надморској висини од 137 м.